# دايفيد بروس
دايفيد بروس (بالإنجليزية: David Bruce)‏ هو مخترِع أمريكي، ولد في 6 فبراير 1802 في بروكلين في الولايات المتحدة، وتوفي في 13 سبتمبر 1892.